# Hermoso Campo
Hermoso Campo is een plaats in het Argentijnse bestuurlijke gebied Dos de Abril in de provincie Chaco. De plaats telt 4.402 inwoners.